# Antonella Ferrera
Antonella Bolelli Ferrera (Bologna, 22 febbraio 1957) è una giornalista, scrittrice e conduttrice radiofonica italiana.

## Biografia
Ha scritto e diretto numerosi programmi radiofonici per la RAI. Tra questi si ricordano: Il Fiore e la Spada, dedicato allo zen e alle arti marziali, Il Fuoco e il Ghiaccio, sui miti e le leggende dei popoli del Nord Europa, Segreti d'oriente, l'antica arte della camera da letto, 100 anni alla conquista dei cieli, Sulla Cresta dell'Onda, Mondo goal, Pensieri di carta. Ha ideato e condotto inoltre i programmi di Radio3 La storia in giallo, settimanale ricostruzione di fatti e personaggi della storia avvolti nel mistero, e Rosso Scarlatto. Fino al 2013 conduce su Radio3 le trasmissioni Cuore di tenebra dentro la storia il sabato pomeriggio e Cuore di tenebra oltre la storia il venerdì notte.
È ideatrice e curatrice del Premio letterario Goliarda Sapienza “Racconti dal carcere”, nato nel 2010, che vede detenuti-scrittori affiancati da grandi scrittori e artisti italiani. In questo ambito ha curato i volumi Volete sapere chi sono io? Racconti dal carcere (Mondadori), Siamo noi, siamo in tanti. Racconti dal carcere (Rai Eri – Premio Fregene per la Narrativa 2012), Mala Vita – Racconti dal carcere (Rai Eri),Il giardino di cemento armato (Rai Eri), All'inferno fa freddo - Racconti dal carcere (Rai Eri), Così vicino alla felicità (Rai Eri), Avrei voluto un'altra vita (Perrone Editore), Malafollia (Perrone Editore). 
Il Premio ha dato vita ad una serie di altre iniziative culturali volte a favorire la cultura della legalità: i corti del Premio Goliarda Sapienza realizzati in collaborazione con Rai Fiction e trasmessi da Rai3 ("Mala Vita", con Luca Argentero e Francesco Montanari, regia di Angelo Licata; “Fuori”, con Isabella Ragonese e la regia di Anna Negri, "La Legge del Numero Uno" con Andrea Sartoretti, Marco Palvetti e Pietro Bontempo per la regia di Alessandro D'Alatri); la web-serie "La Scuola della Notte" per la regia di Alessandro D'Alatri, girato con i giovani dell'Istituto Penale Minorile Cesare Beccaria di Milano (trasmessa da Rai4). È socio fondatore, insieme al maestro Elio Pecora, di inVerso Onlus Associazione per la diffusione della letteratura e della scrittura a favore delle categorie socialmente svantaggiate.
È autrice del documentario "Vado Fuori" realizzato all'interno degli Ospedali Psichiatrici Giudiziari a pochi giorni dalla loro definitiva chiusura (trasmesso da Rai Storia).

## Opere
- Il fiore e la spada. Zen e arti marziali, Baldini Castoldi Dalai, 2005;
- Borderlife. Storie celebri di follia, devianze e tragici destini, con Bruno Francesco, Baldini Castoldi Dalai, 2006;
- Inquiete. Storie di artiste sublimi e femmine dannate, 2007, Rai-Eri;
- Segreti d'oriente, Sellerio, 2009;
- Volete sapere chi sono io? Racconti dal carcere (Mondadori);
- Siamo noi, siamo in tanti. Racconti dal carcere (Rai Eri – Premio Fregene per la Narrativa 2012);
- Mala Vita – Racconti dal carcere (Rai Eri);
- Il giardino di cemento armato (Rai Eri);
- All'inferno fa freddo - Racconti dal carcere (Rai Eri);
- Così vicino alla felicità - Racconti dal carcere (Rai Eri);
- Avrei voluto un'altra vita - Racconti dal carcere (Perrone Editore);
- Malafollia - Racconti dal carcere (Perrone Editore);
- Avrei voluto un'altra vita- Racconti dal carcere(Perrone Editore).